# Barbàgia
Barbàgia o Barbàza és una regió geogràfica, cultural i natural de l'interior de Sardenya, continguda en la seva major part a les províncies de Nùgoro i Ogliastra i situada al costat del massís de Gennargentu.

## Història
El nom prové de Ciceró, que va descriure la terra com habitada per «bàrbars». La dominació romana sobre aquesta part de l'illa, de fet, mai no va ser més que nominal com a resultat de les guerres romano-sardes. Aquesta paraula comparteix la seva etimologia amb l'ara en desús Barbaria. Els sards, moltes de les revoltes dels quals provenien d'aquesta zona, també van ser burlats pels antics romans amb el terme pejoratiu latrones mastrucati.
L'any 594, el papa Gregori el Gran va escriure una carta a Ospitone, un cristià a qui anomena dux barbaricinorum. Ospitone aparentment va permetre l'evangelització de la Barbàgia pagana per part de missioners cristians.
La zona es divideix normalment en cinc Barbàgies: la Barbàgia 'e Ollolai, la Barbàgia de Seulu, la Barbàgia de Brevìe, la Mandrolisai i la Barbàgia Trigònia. Aquests dos últims porten el nom d'una subregió, i els altres dels seus pobles principals.
La zona comprèn principalment turons i muntanyes rocoses i escarpades, i hi ha poca presència humana. Barbàgia és una de les zones menys poblades d'Europa, fet que ha permès conservar millor els tresors culturals i naturals de l'illa. Segons una tesi de l'arqueòleg Giovanni Lilliu, la història de Sardenya sempre s'ha caracteritzat per allò que anomena «la constant de la resistència sarda», oposada als invasors que van intentar en diversos moments dominar els habitants indígenes. Barbàgia és una de les regions sardes on la llegua sarda en les seves variants, tant logudoresa com campidanesa és ben viva.
Un dels pobles més importants és Gavoi. Orgosolo era famós pels seus bandits i segrestadors i els seus típics murals. Oliena és molt coneguda pels seus vins, sobretot pel Nepente, un vi elaborat amb cannonau («garnatxa»). Un altre poble conegut és Fonni, la ciutat més alta de Sardenya a més de 1.000 metres sobre el nivell del mar. Fonni és també la porta d'entrada al sistema muntanyós del Gennargentu. L'economia està formada per l'agricultura, la cria d'ovelles, els negocis relacionats amb l'art i la tradició, el turisme i la indústria lleugera.